# Liste des produits et marques de la société Coca-Cola

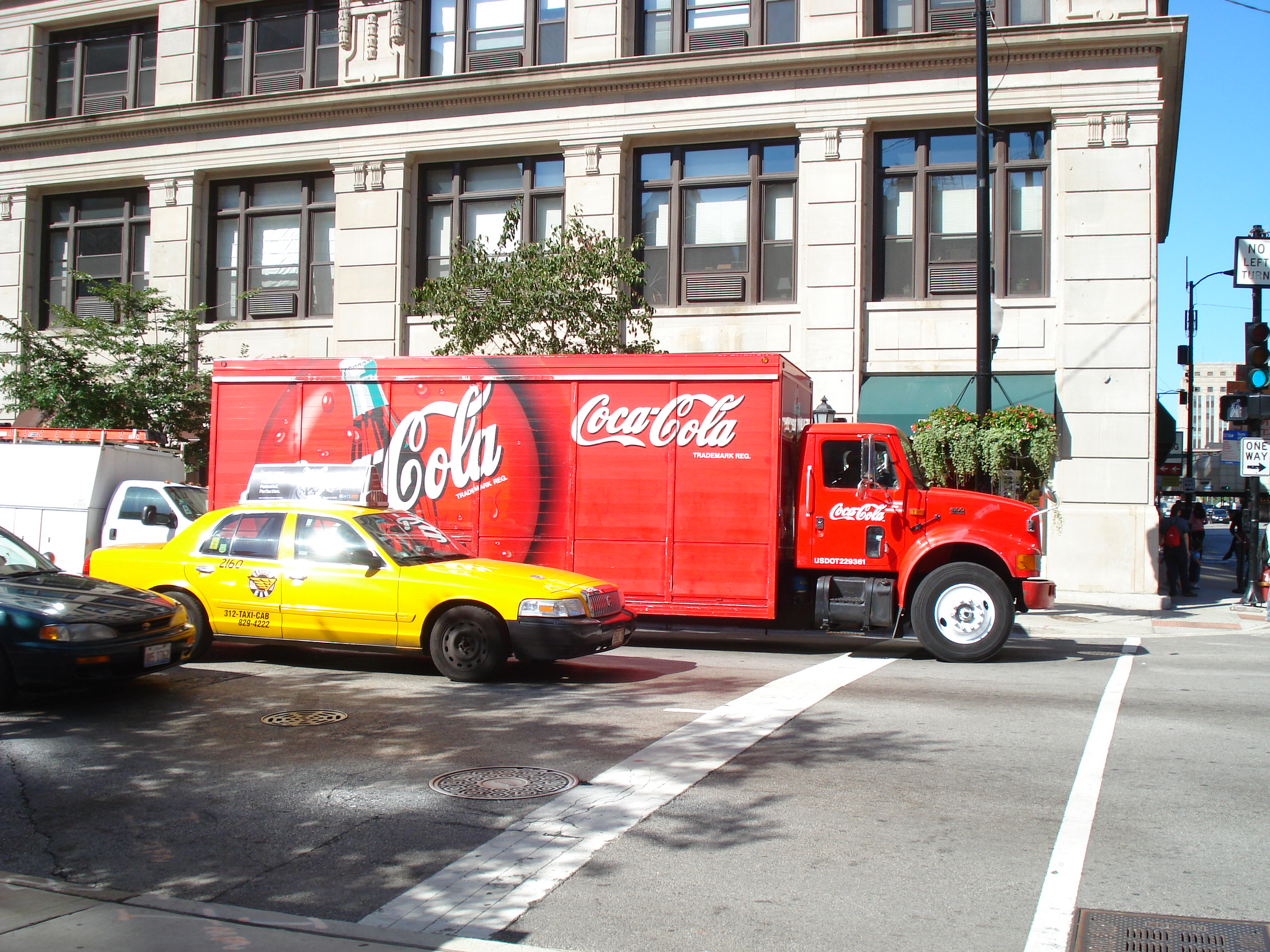
Camion Coca-Cola dans les rues de Chicago.

Cet article retrace la liste des produits et marques de la société Coca-Cola.
The Coca-Cola Company est souvent associée à son produit phare, le Coca-Cola. Toutefois, celui-ci est décliné en plusieurs variantes, notamment Light, Zero, Vanille, Cannelle, Framboise, Clear, Cherry et Lemon. Parfois, certaines variantes sont déclinées en plusieurs sous-variantes. Celles-ci peuvent varier selon les marchés. En plus des produits de la gamme Coca-Cola, la société produit d'autres boissons sous d'autres marques et parfois même, dans certains pays, pour des marques concurrentes.

## Dérivés du Coca Cola
Coca-Cola est la marque principale de sodas et boissons pétillantes de The Coca-Cola Company.

### Coca-Cola light
Le Coca-Cola light (appelé « Diet Coke » aux États-Unis et au Royaume-Uni, ou « Coke diète » au Québec) est une version du Coca-Cola sans sucres et sans calories. La marque, commercialisée aux États-Unis et dans d'autres pays sous la marque Diet Coke, est présentée aux États-Unis le 8 juillet 1982, elle est mise progressivement en vente jusqu'à début 1983. Elle fut introduite en France en 1988. La formule light du Coca-Cola est la boisson allégée la plus vendue aux États-Unis en 2013.

#### Composition
Les ingrédients tels qu'indiqués sur le Coca-Cola light vendu en France en 2018, du plus présent au moins présent :
- eau gazéifiée ;
- colorant alimentaire : E150d (colorant caramel au sulfite d'ammonium) ;
- acidifiants : acide phosphorique et acide citrique ;
- édulcorants : aspartame et acésulfame K ;
- extraits végétaux ;
- arôme ;
- caféine.

Le Coca-Cola light contient aussi une source de phénylalanine.

#### Nutrition
| Quantité moyenne | Pour 100 mL (10 cL) | Pour 330 mL (33 cL) |
| Énergie          | 0,2 kcal            | 1 kcal              |
| Protéines        | 0 g                 | 0 g                 |
| Matières grasses | 0 g                 | 0 g                 |
| Glucides         | 0 g                 | 0 g                 |
| Sodium           | 0 g                 | 0 g                 |

### Coca-Cola Cherry
Le Coca-Cola Cherry est une variété de Coca-Cola à l'arôme de cerise. Il a été introduit par la compagnie Coca-Cola en 1985 sous le nom de Cherry Coke. Il est la troisième variation du Coca-Cola à sa création après le classique et le Coca-Cola Light (« Coke Diète » au Québec), et aussi le premier Coca-Cola aromatisé. Diet Cherry Coke est lancé en 1986 et renommé « Coca-Cola Light Cherry » en 2005.

### Coca-Cola Lemon
Le Coca-Cola Lemon est une version de la boisson Coca-Cola au goût de citron. Comme les autres, c'est une marque déposée par The Coca-Cola Company.
Le Coca-Cola Light Lemon (Diet Coke with Lemon) fut introduit aux États-Unis en 2001, puis en France au cours de l'année 2002. Ce n'est qu'après que le Coca-Cola Lemon « classique » est apparu, en 2005 sur le plan international, et en France en 2006. La version Light Lemon fut abandonnée dans certains pays, comme en Norvège, en Australie, au Mexique, en Nouvelle-Zélande et au Royaume-Uni. C'est aussi dans ce dernier pays que fut également arrêtée la commercialisation de Coca-Cola Lemon classique, au début de l'année 2006.

### Coca-Cola Vanille
Le Coca-Cola Vanille est une version de la boisson Coca-Cola à l'arôme vanille et vanille/cherry . La boisson est également une marque déposée de The Coca-Cola Company. Pour sa première année de commercialisation en 2002, le Coca-Cola Vanille a eu de très bons résultats. Il est estimé que le produit a été acheté par environ 29 % de tous les ménages des États-Unis cette année-là.
Quatre ans après son lancement, la boisson subit un échec commercial et est finalement retiré des ventes aux États-Unis et en Grande-Bretagne avant de revenir sur le marché en 2007 aux États-Unis et de 2013 à 2018 au Royaume-Uni. Lancé en France en 2003, il y est toujours distribué.

#### Nutrition
| Quantité moyenne       | Pour 12 onces (~ 355 mL) | Pour 100 mL (~ 3,4 onces) |
| Énergie                | 150 calories             | 44 calories               |
| Protéines              | 0 g                      | 0 g                       |
| Matières grasses       | 0 g                      | 0 g                       |
| Glucides - dont sucres | 41,3 g 40,9 g            | 11,0 g 10,9 g             |
| Sodium                 | 35 mg                    | 10 mg                     |

### Coca-Cola zero sucres
Le Coca-Cola zero sucres (ou « Coca-Cola zero sugar » en Belgique) anciennement « Coca-Cola zero » est un dérivé de la boisson Coca-Cola. À l'instar du Coca-Cola light, la boisson ne contient pas de sucres et très peu de calories (1 kilocalorie par canette de 330 ml).
Le Coca-Cola zero sucres vise à toucher une cible différente du Coca-Cola light, notamment un public plus masculin et dans la tranche d'âge 18-25 ans. L'étiquette avec écritures rouges et blanches sur fond noir apporte une dynamique plus forte. La typographie du mot « zero » est également plus abrupte que le mot « Coca-Cola ».
Le goût diffère en essayant de se rapprocher du Coca-Cola classique. Le produit est sorti aux États-Unis en juin 2005 et le 18 janvier 2007 en France. Tout comme le Coca-Cola light, sa recette utilise de l'aspartame et de l'acésulfame K à la place du sucre.
En octobre 2008, une campagne publicitaire a été lancée pour la sortie du film de James Bond Quantum of Solace avec un Coca-Cola « Zero Zero Sept ». En 2012, une autre campagne publicitaire a été lancée pour la sortie d'un autre film de James Bond, Skyfall, avec notamment un clip mettant en scène des consommateurs dans une gare se présentant à un distributeur de Coca-Cola zero et ayant pour mission d'atteindre le quai supérieur en moins de 70 secondes. À l'arrivée, le consommateur étant parvenu dans les temps à atteindre son objectif se voit offrir deux places de cinéma pour le film Skyfall en guise de récompense.
Des boissons en ont dérivé :
- Coca-Cola zero sucres cherry (2007 aux États-Unis et dans d'autres pays)
- Coca-Cola zero sucres Lemon (2017 en France)
- Coca-Cola Zero sucres Framboise (2018 en France)[14]
- Coca-Cola zero sucres vanilla (2007 aux États-Unis, Canada, Suède et dans d'autres pays)
- Coca-Cola zero sucres sans caféine (2010)
- Coca-Cola zero sucres Pêche (2019 en France)
- Coca-Cola zero sucres Mangue (2020 en Israël[15])
- Coca-Cola zero sucres citron-lime (2022 en Jordanie)

#### Composition
Les ingrédients tels qu'indiqués sur le Coca-Cola zero sucres vendu en France en 2018, du plus présent au moins présent :
- eau gazéifiée ;
- colorant alimentaire : E150d (colorant caramel au sulfite d'ammonium) ;
- acidifiants : acide phosphorique et citrate de sodium ;
- édulcorants : aspartame et acésulfame K ;
- extraits végétaux ;
- arôme ;
- caféine.

Le Coca-Cola zero sucres contient aussi une source de phénylalanine.

#### Nutrition
| Quantité moyenne | Pour 100 mL (10 cL) | Pour 330 mL (33 cL) |
| Énergie          | 0,3 kcal            | 1 kcal              |
| Protéines        | 0 g                 | 0 g                 |
| Matières grasses | 0 g                 | 0 g                 |
| Glucides         | 0 g                 | 0 g                 |
| Sodium           | 0,02 g              | 0,07 g              |

#### Toxicité
Le Coca-Cola zero sucres contient de l'aspartame, et, dans un contexte de tension avec les États-Unis, la vente de la boisson a été interdite au Venezuela en 2009. La toxicité de l'aspartame reste sujette à  controverse, il est considéré comme sûr pour la consommation humaine dans plus de 90 pays (sauf dans le cas de phénylcétonurie). L'Autorité européenne de sécurité des aliments (AESA) a réaffirmé en décembre 2013 la sécurité de l'aspartame.

### Coca-Cola citron-lime
En 2005, le Coca-Cola citron-lime est lancé au Mexique.

### Coca-Cola Plus
Le Coca-Cola Plus est un dérivé de la boisson Coca-Cola, enrichie en Vitamine C. À l'instar du Coca-Cola Light, la boisson ne contient pas de sucre et est sans calorie. C'est la première boisson de la série Coca-Cola Plus (elle sera suivie par le Coca-Cola Plus GreenTea). La présence de vitamine C et son faible taux de sodium lui donnent un léger goût citronné.
Le produit est sorti au Japon le 5 janvier 2009.

### Coca-Cola Plus GreenTea
Le Coca-Cola Plus GreenTea est un dérivé de la boisson Coca-Cola au thé vert. La présence de ce dernier ingrédient induit celle de catéchine, censée fournir à la boisson un intérêt sur le point de vue de la santé, et constituant un argument de vente clé (comme le traduit sa mise en évidence sur la bouteille « カテキン入り » : « contient de la catéchine »).
À l'instar du Coca-Cola Light, la boisson ne contient pas de sucre et est sans calorie ; aussi cible-t-elle les « femmes entre 20 et 30 ans soucieuses de leur beauté et santé ».
Seconde boisson de la série Coca-Cola Plus, le produit est sorti au Japon le 8 juin 2009.

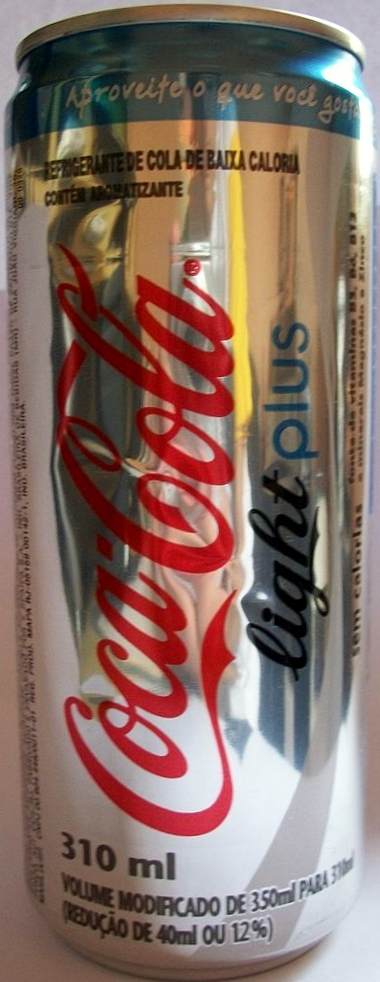
Coca-Cola Plus.
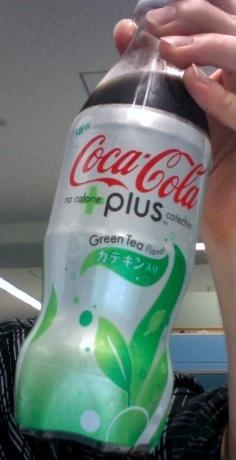
Coca-Cola Plus GreenTea.

### Coca-Cola Clear
En 2018, une variante transparente, dénommée Coca-Cola Clear, est lancée au Japon.

### Coca-Cola Granita
En 2018, un granita au Coca-Cola est lancé au Japon.

### Coca-Cola Pêche
En 2018, une saveur à la pêche est lancée au Japon.

### Coca-Cola Fraise
En 2020, une saveur fraise est lancée au Japon.

### Coca-Cola Creations

Trois assortiments de Coca-Cola Creations

En 2022 est lancée une série d'éditions limitées dénommée Coca-Cola Creations. Cette année aux États-Unis, une édition Marshmello, ainsi que Dream, Space et Pixel. Au Japon, une édition Bleach est lancée.
En 2023, une édition Rosalía, dénommée Move, puis une édition 3000, conçue par l'intelligence artificielle, sont lancées.
En 2024, une édition limitée célébrant l'Afrique et dénommée Coca-Cola Wozzaah, est commercialisée en Algérie, au Maroc et au Nigeria. La saveur du cola classique est mêlée à celle de fruits exotiques et d'épices. Ailleurs, une édition K-Pop et Oreo sont également lancées.

## Variétés disparues

### New Coke
Le New Coke est une nouvelle formule de Coca-Cola lancée le 23 avril 1985 par The Coca-Cola Company dans le but de remplacer la formule originale de son soda vedette Coca-Cola, et de concurrencer Pepsi. À cette époque Roberto Goizueta était alors le PDG de The Coca-Cola Company.
La réception au changement de formule par le public a été mauvaise et New Coke est considéré comme un échec de marketing majeur. Cet échec commercial a eu pour conséquence le retour à la formule originale du Coca-Cola.
Le 21 mai 2019, Coca-Cola a annoncé que la reformulation de 1985 de New Coke serait réintroduite en quantités limitées pour promouvoir la troisième saison de la série Netflix Stranger Things. L'émission, qui se déroule en 1985, comprenait des canettes de New Coke dans trois des épisodes de la saison. Environ 500 000 canettes de New Coke ont été produites pour la promotion, principalement vendues en ligne. Cependant, l'engouement pour l'achat a été tel que le volume des commandes a provoqué la panne du site web de Coca-Cola.

### Coca-Cola BlāK
Le Coca-Cola BlāK est une boisson gazeuse sucrée, variante du Coca-Cola au goût de café. Lancée afin de concurrencer le Pepsi Max cappuccino mis sur le marché par PepsiCo seulement quelques semaines auparavant, il s'agit d'une boisson énergisante à base de caféine.
La boisson sort en France en janvier 2006, en avant-première mondiale, d'abord dans les bars et les cafés, et un mois plus tard (mi-février) en grande distribution.
Trois ans plus tard, en mars 2009, la marque annonce qu'elle cesse la production et la commercialisation de la boisson. Les ventes n'auraient jamais été au rendez-vous avec moins de 1 % du marché français des boissons pétillantes.
Trois marques furent d'abord envisagées pour cette boisson : « Coca-Cola BlāK », « Makkio » et « Maquio ». Pour des raisons de marketing, la première sera retenue afin d'éviter d'avoir un nom totalement nouveau à faire connaitre.
Le mot « BlāK », est composé d'un « a » surmonté d'un macron. Le « K » majuscule est simplement destiné à ajouter une part de mystère et un style graphique à la marque[réf. nécessaire].
- Coca-Cola BlāK
- Coca-Cola BlāK corsé intense

### Coca-Cola life

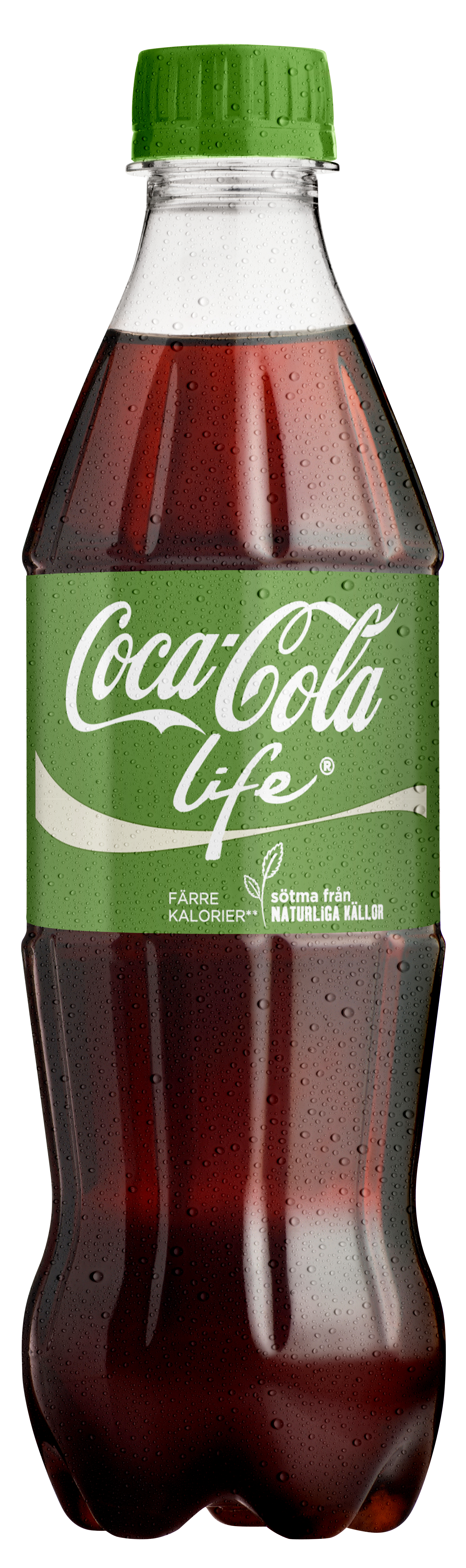
Coca-Cola life.

Le Coca-Cola life est une version du Coca-Cola basée sur l'utilisation de la stevia, un édulcorant d'origine naturelle. Après des recherches sur cette plante en Amérique du Sud, cette version de Coca-Cola est lancée en Argentine et au Chili avant d'être progressivement diffusée dans le monde.
La stevia ayant une saveur proche de la réglisse et influant sur le goût de la boisson, la composition du produit est modifiée et le sucre est toujours présent dans la recette, au contraire du Coca-Cola Light ou du Coca-Cola Zero. D'après la marque, une canette de Coca-Cola Life de 33 cl contient 89 calories contre 139 pour la version classique. Cela représente quatre morceaux de sucre par bouteille. Le lancement de cette déclinaison de la marque intervient dans un contexte de stagnation des ventes de Coca-Cola et une volonté de trouver un nouveau relais de croissance pour le groupe américain,,.
Le Coca-Cola life se distingue des autres variétés de la marque par l'usage de la couleur verte pour le conditionnement des bouteilles et canettes.
En Nouvelle-Zélande, le Coca-Cola Life devient Coca-Cola au stevia en 2018.
Elle est retirée du marché en 2020.

#### Composition
Eau gazéifiée, sucre, arômes, caféine, colorants, extraits de café, acide phosphorique, conservateurs, antimoussant.

#### Nutrition
- 100 ml : 20 kcal / 84 kJ
- Bouteille de 25 cl : 50 kcal

### Coca-Cola Orange Vanille
En 2019, une nouvelle saveur, Coca-Cola Orange Vanille, est introduite.

### Variantes aromatisées du Coca-Cola Light
D'autres variantes ont vu le jour en 2018 aux États-Unis. On peut citer les saveurs fraise guava, myrtille acai, gingembre citron vert, cerise fougueuse, orange sanguine acidulée et mangue torsadée.

### Signature Mixers
Les Coca-Cola Signature Mixers, composés pour chaque saveur d'un mélange entre le Coca-Cola et un alcool différent, sont abandonnés en 2022.

## Autres colas

### Mezzo Mix

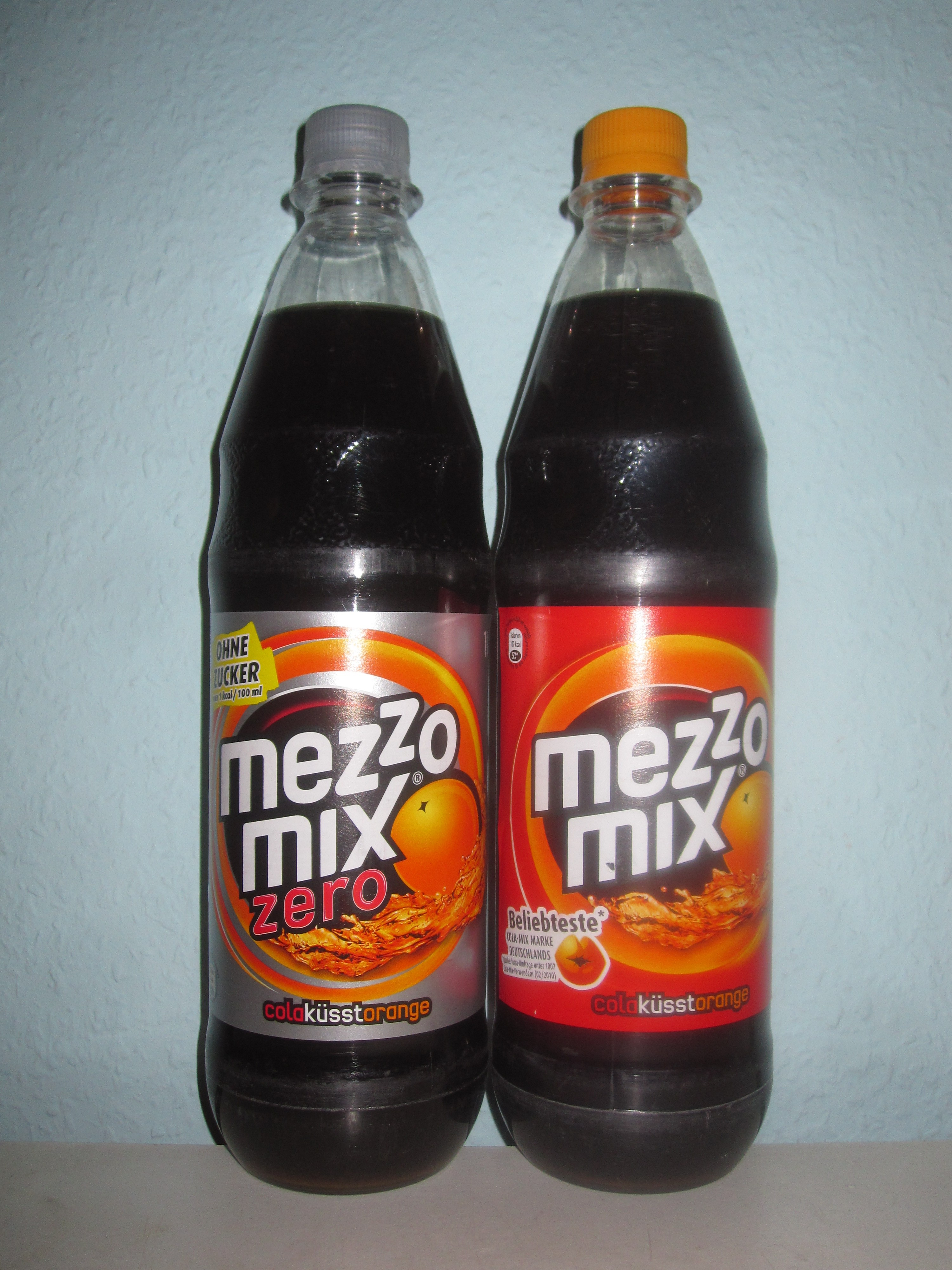
Mezzo Mix et Mezzo Mix Zero.

Mezzo Mix est un produit de la compagnie Coca-Cola vendu seulement en Allemagne, Autriche, Finlande et en Suisse. Son slogan, traduit en français, est « Le Cola embrasse l'orange » (« Cola küsst Orange »). C'est un Coca-Cola standard avec une saveur orange light (à la différence du Spezi, qui est habituellement un cola mélangé avec du Fanta goût orange). Il existait deux genres de mélange Mezzo dans les années 1990: orange et citron. Ce dernier était peu populaire et disparut avant son retour sur le marché en 2003. PepsiCo a produit une boisson similaire au Mezzo Mix mais avec un goût citron sous le nom de « Schwip Schwap ». Il existe aussi une version sans sucre, le Mezzo Mix Zero.

## Autres boissons
(avril 2023).
- AdeZ : boisson d'origine végétale
- Alhambra : eau de table
- Aquarius : boisson énergétique
- Bacardi Mixers : un produit en association avec le producteur de rhum Bacardi
- Barq's : de la Root beer
- Burn : boisson énergisante à haute teneur en caféine (32 mg pour 100 ml)
- Caprice : sodas (grenadine ; orange ; tonic)
- Carvers
- Chaqwa (café) : café
- Chaudfontaine : eau minérale des sources de Chaudfontaine (Belgique)
- Ciel : eau de table (Maroc)
- Crystal : eau minérale brésilienne[48]
- Dasani : eau en bouteille
- Fanta : sous marque de la société pour les boissons pétillantes aux goûts de fruits
  - Fanta Orange
  - Fanta Fresh mix
  - Fanta Free, Greenz, Fanta Madness
  - Fanta World
  - Fanta Mandarine
  - Fanta Lemon
  - Fanta Shokata
  - Fanta Manguo
  - Fanta Manguo & Passion Fruit
  - Fanta Still
- Formula 50 : boisson du rappeur américain 50 Cent[49]
- Finley : limonade
- Fresca : boisson à base de raisins ou d'agrumes
- Fuze Tea : thé glacé (Fuse Tea en Suisse)
- Fruitopia : boissons non pétillantes
- Hawaï : boisson tropicale pétillante
- Chivita : sous-marque de jus de fruit
- Honest : thé glacé
- Innocent : Smoothies[50],[51]
- Kinley : boisson tonique et eau en bouteille en Inde
- Kuat : boisson à base de guarana au Brésil
- Lift : boisson à base de jus de fruit
- Mello Yello
- NALU Energizer : boisson énergisante
- Neptunas : eau de table
- Minute Maid : sous:marque de la société pour les jus de fruit non pétillants
  - Orange, pomme, nectar tropical, tomate (rare)
- Odwalla
- Pibb Xtra : anciennement « Mr. Pibb »
- Poms : boisson gazeuse marocaine saveur pomme
- Powerade : boisson pour le sport
- Qoo : boisson non pétillante (marché asiatique)
- Relentless : boisson énergisante
- SmartWater : eau en bouteille
- Sparletta (en)
- Sprite : boisson à base de zeste de citron
  - Sprite Light, Sprite Iced
- Surge : soda au citron
- Tropico : boisson fruitée non pétillante
- TaB : soda light comparable au Coca-Cola sans caféine
- Tumult : limonade finement pétillante
- Valser : eau en bouteille et eau aromatisées en Suisse
- Vilas del Turbón : eau en bouteille en Espagne
- Vitaminwater : boisson à l'eau de source